# Solatube
Solatube International est une entreprise américaine qui produit le conduit de lumière naturelle.

## Histoire
En 1986, le brevet est déposé par Steve Sutton et le premier prototype est installé. En 1990, la société « Solatube Australie » est fondée par John Hanley, père de l’actuel président de la division « Solatube Global Marketing », Brett Hanley. Le siège de Solatube International se trouve dorénavant en Californie et compte environ une centaine de salariés.
Le chiffre d’affaires de la société s’élève, en 2015, à environ 35 millions de dollars.
Depuis la création de la société, plus de 6 000 000 conduits de lumière ont été installés dans 95 pays et 15 brevets technologiques ont été déposés (2015). La gamme SkyVault propose le plus grand diamètre des conduits de lumière Solatube.

## Concept

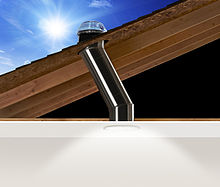
Exemple d'un conduit de lumière.

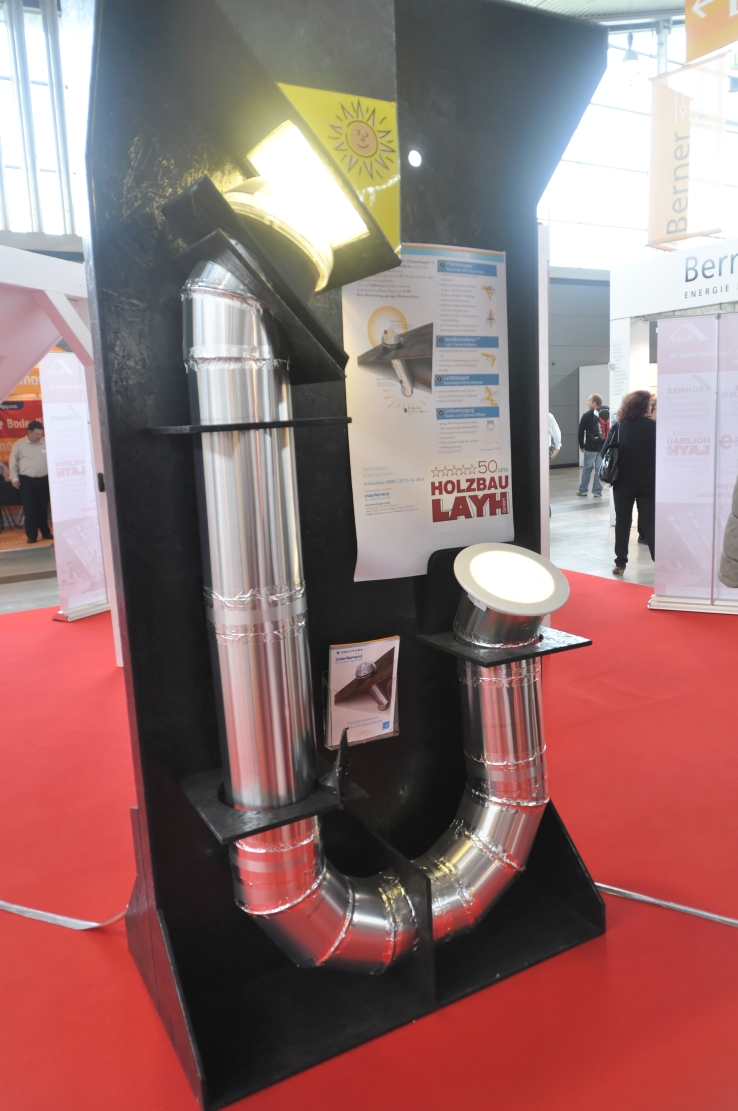
Exemple d'un conduit de lumière

Souvent appelé tube de lumière, tube solaire ou puits de lumière tubulaire, le nom correct est conduit de lumière comme déterminé par le National Fenestration Rating Council (NRFC (en)), en français « Comité national du classement de la fenestration ».
Il s’agit d’un dispositif d’éclairage tubulaire qui récolte la lumière du jour grâce à un dôme placé sur le toit, la transfère par un tube à haute réflexion et la répand à travers un diffuseur encastré dans le plafond. Le tube est le plus réfléchissant au monde avec un taux de réflexion de 99.7 %, conçu par la société 3M Company[réf. nécessaire].
Les conduits de lumière conçus par l'entreprise sont utilisés pour fournir de l’éclairage naturel dans un objectif de conception durable et de construction écologique. Ils s’adressent à la fois aux particuliers et aux professionnels, en rénovation ou construction neuve. Ils peuvent être installés dans les écoles, les entrepôts, les magasins,, les restaurants, les hôtels et les maisons ou tout autre bâtiment.

## Distribution
Pour le marché résidentiel, Solatube International Inc. a mis en place un réseau de distributeurs, le Premier Dealer network, où chaque distributeur a été formé à l'installation et à l’information technique des produits Solatube.
Le magasin Solatube Home Daylight, situé aux États-Unis, est le seul magasin de l'entreprise Solatube International. La distribution dans le reste du monde s’effectue par le biais d’un réseau de distributeurs exclusifs des produits de l'entreprise pour chaque pays.
La distribution en France est assurée par la société Nature et Confort située dans la région lyonnaise.